# Oracle Database
Oracle Database (či Oracle DBMS, často jen Oracle) je systém řízení báze dat vyvinutý společností Oracle Corporation. Jde o multiplatformní databázový systém s pokročilými možnostmi zpracování dat, vysokým výkonem a snadnou škálovatelností.
Oracle Corporation je jedna z hlavních společností vyvíjejících relační databáze, nástroje pro vývoj a správu databází či customer relationship management (zkráceně CRM) systémů. Byla založena v roce 1977 a v roce 2005 zaměstnávala 50 000 lidí. Její zastoupení naleznete ve 145 zemích. CEO firmy je Lawrence J. Ellison, který je považován za jednoho z nejbohatších lidí na planetě.
V lednu 2017 byla aktuální verzí Oracle Database 12c. Tento systém podporuje nejen standardní relační dotazovací jazyk SQL podle normy SQL92, ale také proprietární firemní rozšíření Oracle (např. pro hierarchické dotazy), imperativní programovací jazyk PL/SQL rozšiřující možnosti vlastního SQL (v tomto jazyce je možné tvořit uložené procedury, uživatelské funkce, programové balíky a triggery), dále podporuje objektové databáze a databáze uložené v hierarchickém modelu dat (XML databáze, jazyk XSQL). Dále též obsahuje širokou paletu nástrojů pro podporu snadného nasazení na gridových sítích (písmeno g v označení verze je zkratkou „Growing to Grid“). Grid computing podporovala i verze 10g (zde písmeno g značí pouze slovo Grid).

## Příklady (relačních) databází
- Microsoft Access
- MySQL
- MariaDB
- PostgreSQL
- Oracle
- Microsoft SQL Server
- SQLite
- Firebird